# Gemini-Observatorium

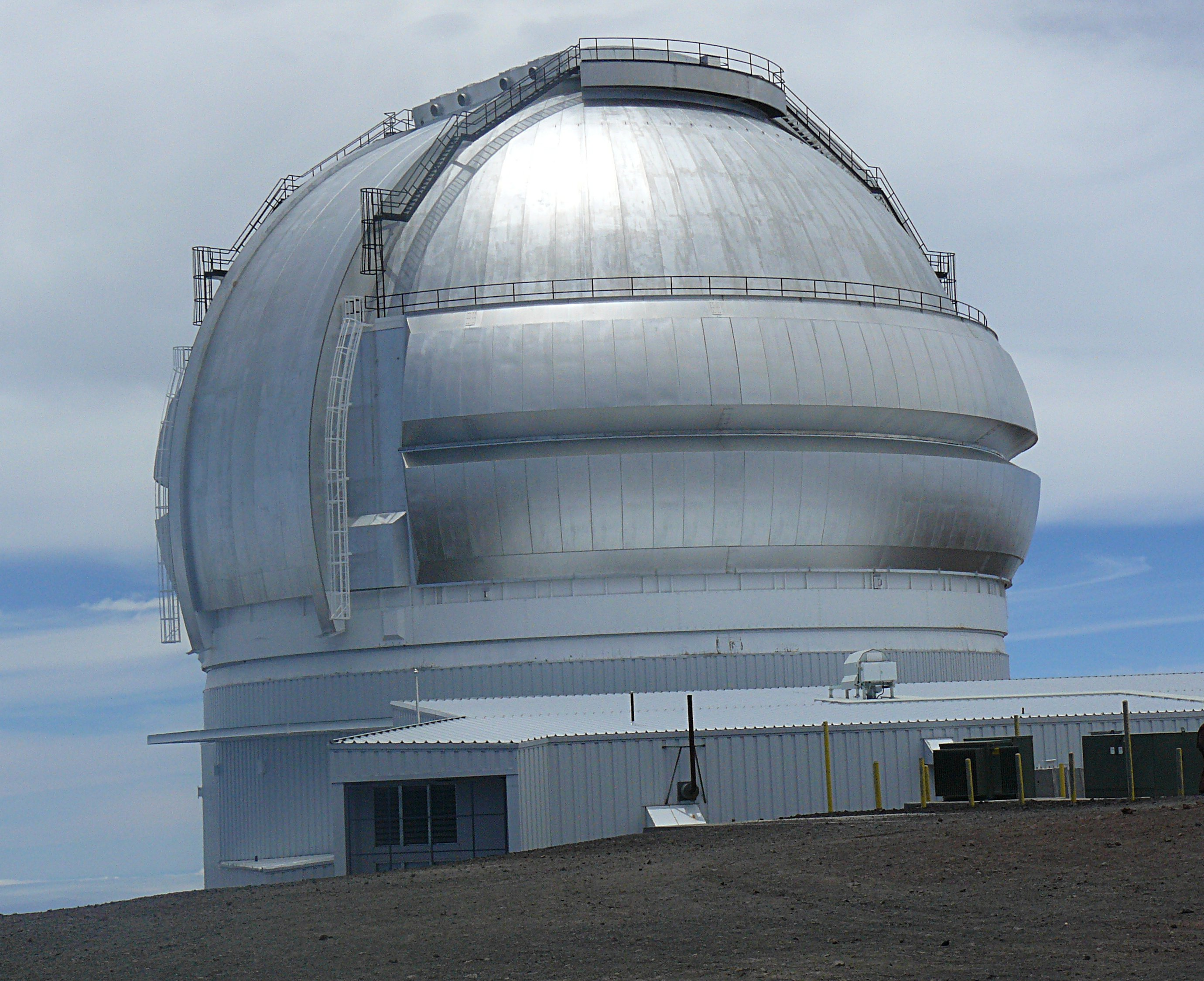
Nördliches Gemini-Teleskop auf dem Mauna Kea

Das Internationale Gemini-Observatorium betreibt auf der Nord- und der Südhalbkugel der Erde zwei große Spiegelteleskope mit 8,1 m Hauptspiegeldurchmesser für Beobachtungen im sichtbaren und Infrarotlicht.

## Betreiber
Das Gemini-Observatorium ist ein internationales Gemeinschaftsprojekt mit Beteiligungen aus den USA (National Science Foundation (NSF) früher NOAO heute NOIRLab, Anteil 69,84 % Stand 2018), Kanada (National Research Council NRC, 19,88 % Stand 2018) sowie kleineren Beteiligungen aus Chile (Comisión Nacional de Investigación Cientifica y Tecnológica CONICYT), Argentinien (Ministerio de Ciencia, Tecnología e Inovación Productiva) und Brasilien (Ministério da Ciência, Tecnologia e Inovação). Großbritannien und Australien waren früher ebenfalls beteiligt, haben sich aber aus dem Gemini-Observatorium zurückgezogen.

## Technik
Um sowohl den Nord- als auch den Südhimmel beobachten zu können, wurden zwei Teleskope der 8-m-Klasse gebaut. Das nördliche Teleskop befindet sich als Teil des Mauna-Kea-Observatoriums auf der Insel Hawaiʻi (Koordinaten: 19° 49′ N, 155° 28′ W)(Observatoriums Code: T15: Gemini North Observatory), das südliche auf dem Cerro Pachón in Chile (Koordinaten: 30° 14′ S, 70° 44′ W)(Observatorium Code: I11: Gemini South Observatory, Cerro Pachon). Die Teleskope gingen 2000 (Gemini-Nord) beziehungsweise 2002 (Gemini-Süd) in den wissenschaftlichen Betrieb. Das Hauptquartier befindet sich in Hilo auf dem Gelände der University of Hawaii. Die Teleskope stehen Astronomen aus den beteiligten Ländern im Verhältnis zu den jeweiligen finanziellen Beteiligungen zur Verfügung.
Die Teleskope sind nach dem Sternbild Zwillinge benannt, da es sich um zwei identische Zwillingsteleskope handelt. Es wird geschätzt, dass der Bau der beiden Teleskope etwa 176 Millionen Euro gekostet hat, und eine Nacht an jedem Gemini-Teleskop ist Zehntausende Euro wert.
Es gibt verschiedene Technikbereiche, in denen die Geräte dauerhaft oder zeitweise an den Teleskopen angebracht werden:
- sichtbares Licht
- naher Infrarotbereich
- mittlerer Infrarotbereich
- andere Geräte
- zu Besuch: z. B. im Juli 2025 `Alopeke Gemini North / Zorro Gemini SouthOptical[3]

## Entdeckungen
Im Juli 2025 hat das Gemini-Nord Teleskop den vermuteten Begleitstern von Beteigeuze entdeckt, es wurde vorher nur vermutet, dass es ein Begleiter gibt, wegen der Helligkeitsschwankungen des Sterns.